# Ryo Saito
Ryo Saito (斎藤 了, Saitō Ryō), né le 15 septembre 1979 à Yamagata au Japon, est un catcheur japonais qui travaille à la Dragon Gate.

## Carrière

### Dragon Gate
Le 14 janvier 2011, lui et le reste des WARRIORS effectuent un Heel Turn en attaquant Masato Yoshino, et unissent leurs forces avec le groupe sans nom de Naruki Doi. Le 18 janvier, le nouveau groupe est nommé Blood Warriors.
Le 4 septembre 2016, lui, Genki Horiguchi H.A.Gee.Mee!! et Jimmy Kanda battent Monster Express (Akira Tozawa, Masato Yoshino et T-Hawk) et remportent les Open the Triangle Gate Championship pour la troisième fois.
Le 6 mars, il perd le titre contre Shingo Takagi.

### Ring Of Honor (2007-2008)
Lors de Battle of the Best, il perd contre Austin Aries.

## Palmarès
- Dragon Gate
  - 1 fois I-J Heavyweight Tag Team Championship avec Susumu Yokosuka
  - 1 fois Open the Dream Gate Championship
  - 2 fois Open the Owarai Gate Championship
  - 13 fois Open the Triangle Gate Championship avec Dragon Kid et Genki Horiguchi (3), CIMA et Susumu Yokosuka (2), Genki Horiguchi H.A.Gee.Mee!! et Jimmy Kanda (3), Genki Horiguchi H.A.Gee.Mee!! et Mr. Kyu Kyu Toyonaka Dolphin (1), Jimmy Susumu et Mr. Kyu Kyu Naoki Tanizaki Toyonaka Dolphin (1), Genki Horiguchi H.A.Gee.Mee!! et Jimmy Susumu (1) et Jimmy Susumu et Jimmy Kanda (1) et Dragon Kid et Kenichiro Arai (1)
  - 3 fois Open the Twin Gate Championship avec Susumu Yokosuka (1) et Genki Horiguchi (2)
  - King of Gate (2005)

- Toryumon Mexico
  - 1 fois NWA World Welterweight Championship[5]
  - 2 fois UWA World Trios Championship avec Magnum Tokyo et Dragon Kid (1) et Susumu Yokosuka et Genki Horiguchi (1)[6]